# Leonor Beleza
Maria Leonor Couceiro Pizarro Beleza de Mendonça Tavares (ur. 23 listopada 1948 w Porto) – portugalska polityk, prawniczka, wykładowczyni akademicka i działaczka społeczna, deputowana, w latach 1985–1990 minister zdrowia.

## Życiorys
W 1972 ukończyła studia prawnicze na Uniwersytecie Lizbońskim. Pracowała na tej uczelni jako nauczyciel akademicki, prowadząc zajęcia z prawa rodzinnego. W drugiej połowie lat 70. wchodziła w skład gabinetu ministra spraw społecznych, a także w skład komisji zajmującej się reformą prawa cywilnego. Działała w think tanku SEDES, zaangażowała się w działalność polityczną w ramach Partii Socjaldemokratycznej. W 1983, 1987, 1991 i 2002 wybierana na posłankę do Zgromadzenia Republiki III, V, VI i IX kadencji. W latach 1991–1994 i 2002–2005 pełniła funkcję wiceprzewodniczącej portugalskiego parlamentu.
Była sekretarzem stanu przy prezydium rządu (1982–1983) oraz sekretarzem stanu do spraw zabezpieczenia społecznego (1983–1985). W latach 1985–1990 sprawowała urząd ministra zdrowia w dwóch rządach Aníbala Cavaco Silvy. Później podjęła praktykę w zawodzie adwokata, kierowała też obsługą prawną telewizji TVI. W 2004 została prezesem Fundação Champalimaud, organizacji społecznej, którą w testamencie powołał António de Sommer Champalimaud. W 2008 weszła w skład Rady Państwa, organu doradczego prezydenta Portugalii. W latach 2011–2013 członkini rady nadzorczej Banco Comercial Português.
Jej bratem był ekonomista Miguel Beleza.

## Odznaczenia
- Krzyż Wielki Orderu Infanta Henryka (2017)[9]